# They Hunger
본 문서의 이해를 돕기 위한 비자유 그림이 있습니다. 
링크의 파일을 직접 올려 주세요
《They Hunger》는 밸브 코퍼레이션의 1인칭 슈팅 하프라이프의 1인용 호러 기반 모드이다. 3개의 에피소드로 Neil Manke의 블랙 윈도 게임스에 의해 출시되었으며, 첫 번째 에피소드는 1999년에, 두 번째 에피소드는 2000년에, 마지막 에피소드는 2001년에 출시되었다. 3개의 에피소드 모두 PC 게이머와 함께 번들되었다.

## 스토리
- They Hunger
- They Hunger 2: Rest in Pieces
- They Hunger 3: Rude Awakening

## The County of Rockwell
They Hunger는 록웰(Rockwell)이라는 도시에서 발생하며, 이 곳은 Deputy Jerry Hoobs가 "the valley"(계곡)로 부른다. 도시의 위치는 밝혀져 있지 않다. 이 도시는 수많은 절벽과 협곡으로 둘러싸여 있다. 도시의 많은 부분은 터널 시스템으로 분리되어 있다.

## They Hunger: Lost Souls
소스 엔진을 사용하는 They Hunger 게임은 개발 중이었으나 그 뒤로 취소된 상태이다.

## 같이 보기
- 골드소스 엔진 모드 목록